# Leptodactylus camaquara
Leptodactylus camaquara är en groddjursart som beskrevs av Sazima och Werner C.A. Bokermann 1978. Leptodactylus camaquara ingår i släktet Leptodactylus och familjen tandpaddor. IUCN kategoriserar arten globalt som otillräckligt studerad. Inga underarter finns listade i Catalogue of Life.